# Vernon, Eure
Vernon là một xã trong vùng hành chính Normandie, thuộc tỉnh Eure, quận Évreux. Tọa độ địa lý của xã là 49° 05' vĩ độ bắc, 01° 29' kinh độ đông.

## Thông tin nhân khẩu
| 1926  | 1931   | 1936   | 1946   | 1954   | 1962   | 1968   | 1975   | 1982   | 1990   | 1999   |
| ----- | ------ | ------ | ------ | ------ | ------ | ------ | ------ | ------ | ------ | ------ |
| 9 725 | 10 621 | 11 330 | 11 242 | 14 460 | 17 247 | 18 872 | 22 422 | 22 243 | 23 659 | 24 056 |

## Địa điểm tham quan
- Lâu đài Tourelles
- Lâu đài Bizy